# Lycosa perkinsi
Lycosa perkinsi là một loài nhện trong họ Lycosidae.
Loài này thuộc chi Lycosa. Lycosa perkinsi được Eugène Simon miêu tả năm 1904.